# Museo del Vino (Torgiano)

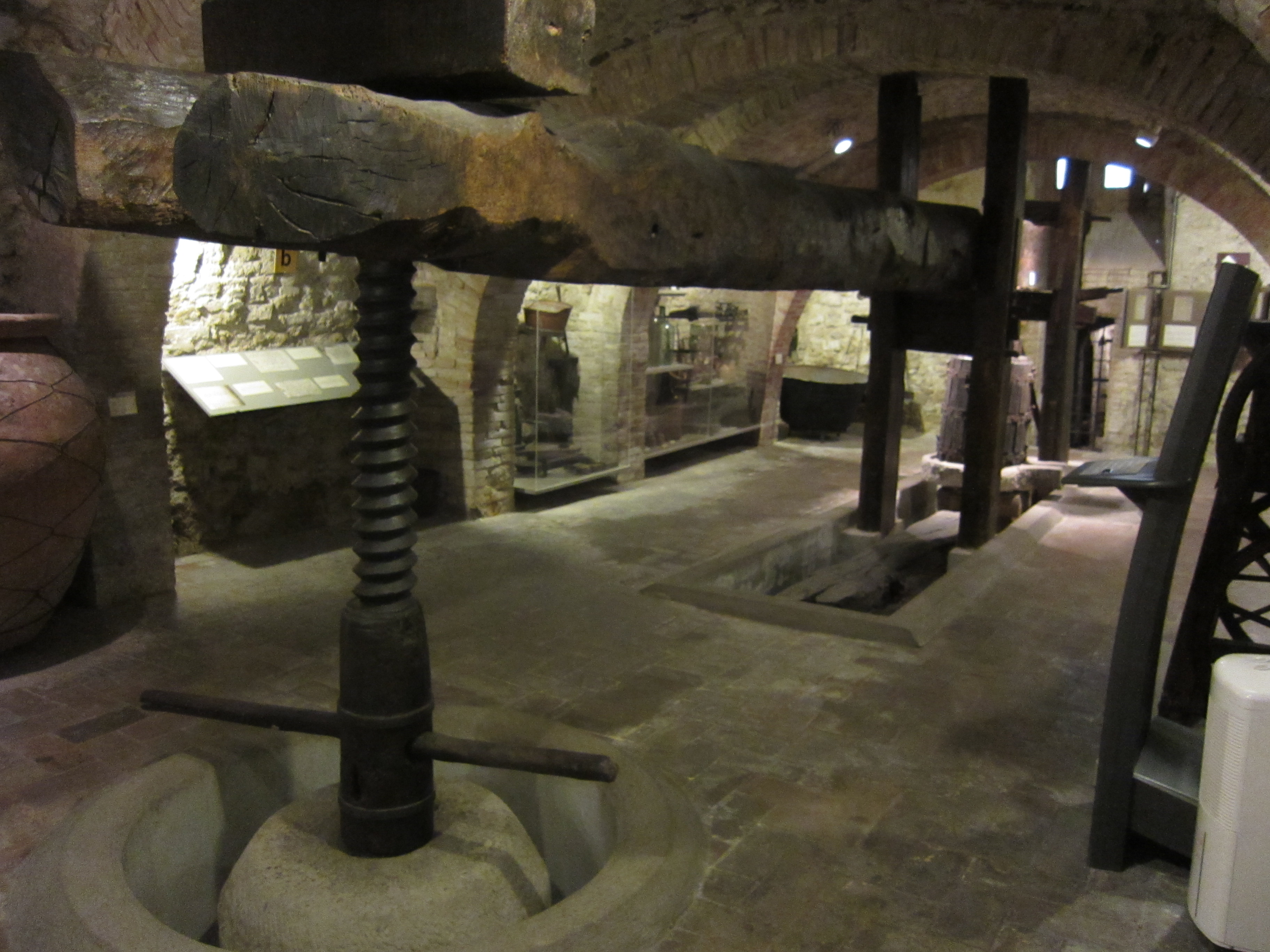
Weinpresse im Museo del Vino

Das Museo del Vino in Torgiano (Umbrien, Italien) ist ein themenspezifisches privates Museum um die Kultur des Weins. 

## Geschichte
Gegründet wurde das Museum 1974 durch die Weinerzeuger Giorgio Lungarotti und seine Frau Maria Grazia; heute untersteht es der Lungarotti-Stiftung, die Studien, Kulturveranstaltungen und Ausstellungen organisiert mit dem Ziel, die Wein- und Olivenölwirtschaft zu fördern. Mit Hilfe der archäologischen, ethnographischen und Kunstsammlungen informiert das Museum über die Rolle des Weines in der westlichen Welt, als Getränk, Produkt und Ausdruck von Kultur.

## Die Sammlungen
Das Museum ist nach Themenbereichen unterteilt. Der erste Saal führt anhand mehrerer archäologischer Fundstücke aus der Bronzezeit bis zur spätrömischen Zeit ein in die Ursprünge des Weinbaus und wie dieser aus dem Mittleren Osten in das Mittelmeergebiet kam. Raum 2 bis 8 stellt die in Umbrien gebräuchlichen Weinbaumethoden vor. Arbeitsgeräte erläutern den Jahreszyklus und die Anbautechniken. Ein Bereich widmet sich den Orten, wo man Wein trank und wie man den Wein trank.
Im Kellerraum werden Geräte zur Weinherstellung gezeigt: alte Pressen, Destillierapparat, Flaschenverkorkgerät und andere historische Geräte. Raum 6 befasst sich mit der Herstellung von Vin Santo. Der Rundgang erinnert dann an die  Handwerke, die mit dem Weinbau zu tun hatten (Küfer, Schmiede) und zeigt unter anderem eine Werkzeugsammlung. Raum 8 beinhaltet die Regelung der Erntezeiten, Brauchtum und Handel mit Wein; dem lokalen Handwerk und Wein widmen sich Saal 9 und 10. Raum 11 bis 15 sind der Keramik gewidmet und enthalten eine  Sammlung von Exponaten aus Keramikregionen Italiens. Auch die keramische Sammlung ist unterteilt nach Themenbereichen, und zwar: „Wein als Lebensmittel“ (Maßgefäße, Flaschen), „Wein als Medizin“ (Krüge, Mörser, Apothekergefäße, Rezeptbücher) und schließlich noch „Wein und Mythologie“ (symbolische und szenische Malereien, zumeist zum Thema Dionysos/Bacchus, darunter auch der von Mastro Giorgio Andreoli bemalte Teller mit dem Titel „Die Kindheit des Bacchus“). Raum 16 ist eine Kollektion von Waffeleisen – Waffeln wurden in Umbrien normalerweise zum Vin Santo gereicht. Raum 17 beherbergt eine Sammlung von etwa 600 Stichen und Zeichnungen mit Darstellungen dionysischer Szenen von Andrea Mantegna, Giovanni Battista Piranesi, Renato Guttuso und Pablo Picasso. Raum 18 zeigt Exlibris.
In Raum 19 befindet sich eine Sammlung von historischen Büchern und Reprints zum Thema Wein.